# Sebastian Ingrosso

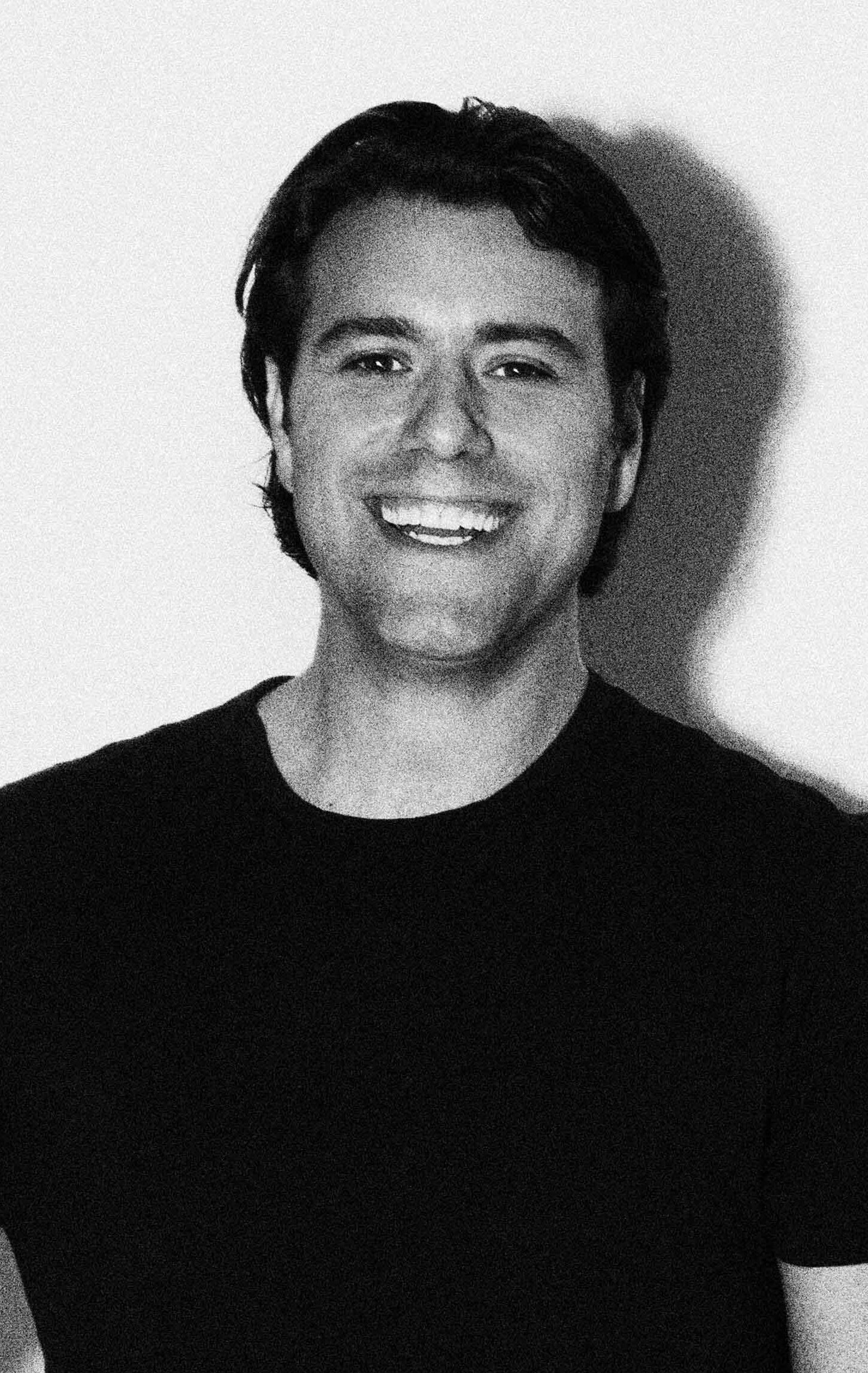
Sebastian Ingrosso (2012)

Sebastian Carmine Ingrosso (* 20. April 1983) ist ein schwedischer House-DJ. Zusammen mit Steve Angello und Axwell bildet Ingrosso das DJ-Trio Swedish House Mafia. Mit Axwell bildet er seit Juni 2014 das Duo Axwell Λ Ingrosso.

## Karriere
Zusammen mit Steve Angello wuchs er in Stockholm auf und beide versuchten sich schon in jungen Jahren als DJs zu etablieren. Ingrossos Vater hatte um die damalige Zeit zwei Labels, in denen hauptsächlich DJs aus den Genres Acid House und Tech House unter Vertrag genommen wurden. So kam Ingrosso zu der Musik. 1992 nahm er seinen ersten Song Der er et yndigt Tissemand gemeinsam mit Eric Prydz auf. Er erschien allerdings nicht auf Single. Im Jahre 1998 erschien seine erste Single Bring It Back die er mit Steve Angello veröffentlichte. Gemeinsam als Duo veröffentlichten sie weitere Songs. 2003 gründete Sebastian Ingrosso Refune Records und erlangte dadurch einen immer höheren Bekanntheitsgrad.
Zusammen mit Eric Prydz, Axwell und seinem alten Freund Steve Angello gründete er im Jahr 2005 die Swedish House Mafia. Doch da Eric Prydz nach London zog machten sie zu dritt weiter. 2007 veröffentlichten sie als Trio zusammen mit dem niederländischen DJ Laidback Luke ihre erste Single Get Dumb. Doch sie war eher ein geringer Erfolg.
Seinen ersten Solo-Charterfolg hatte er 2009 gemeinsam mit Axwell und Salem Al Fakir mit der Single It’s True. Sie erreichte Platz 28 der schwedischen Charts. Im selben Jahr gelangten ihm zwei weitere Chartplatzierungen. Einmal in Zusammenarbeit mit David Guetta, Dirty South und Julie McKnight mit dem Song How Soon Is Now und ein zweiter Erfolg mit Steve Angello, Laidback Luke, Axwell und Deborah Cox mit der Single Leave the World Behind.
In der Top 100 DJ-Liste des DJ Mag belegte er 2009 Rang 25 und war somit der höchste Neueinsteiger. Daraufhin begannen die weltweiten Erfolge mit der Swedish House Mafia. Der Song Save the World konnte etliche Top 10 knacken und Don’t You Worry Child wurde sogar zum Nummer-eins-Hit in Schweden und Großbritannien.

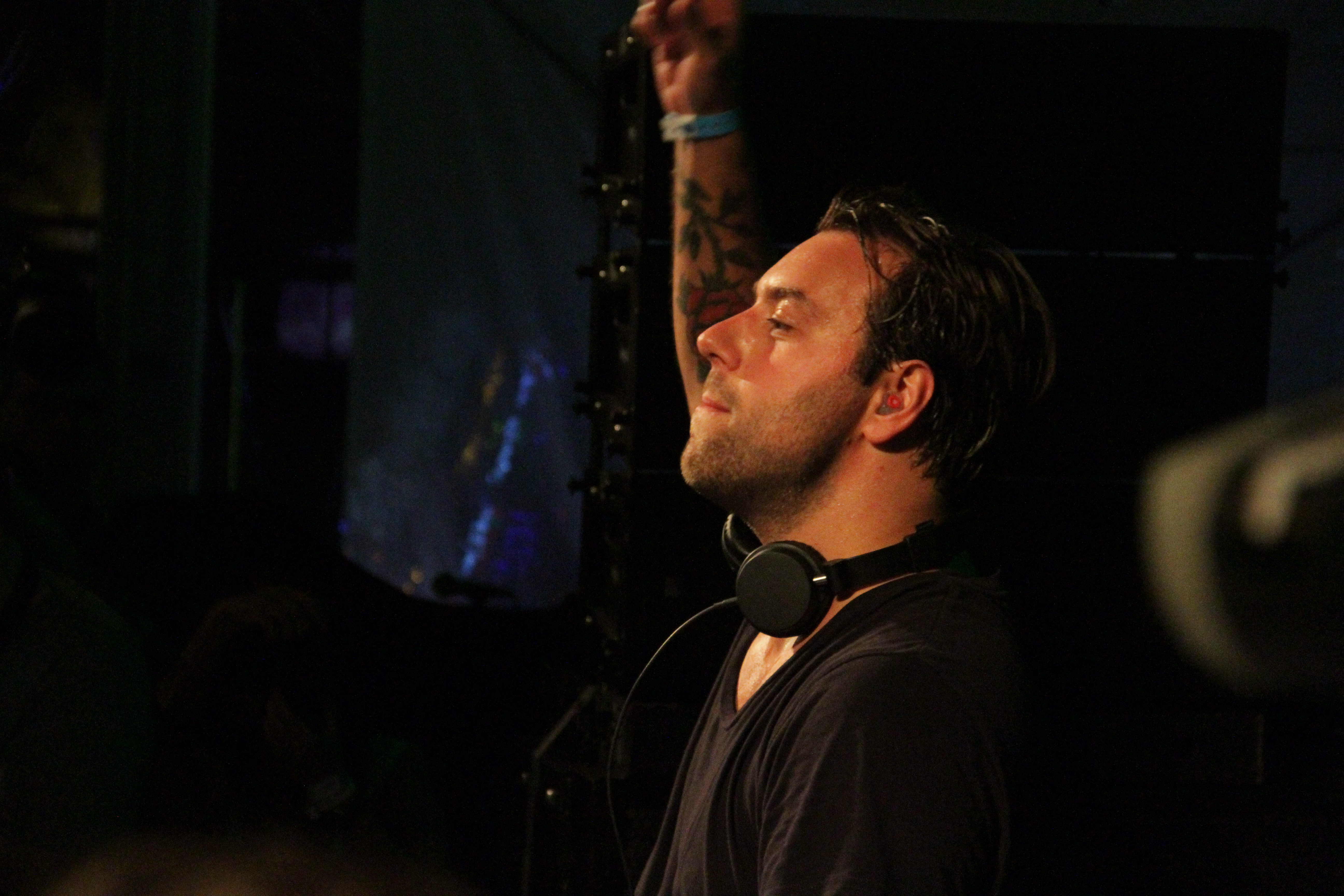
Sebastian Ingrosso, 2013

Ein weiterer Hit in Schweden und Großbritannien war die Single Calling (Lose My Mind) die zusammen mit Alesso und Ryan Tedder aufgenommen wurde. Im Juli 2012 gab die Swedish House Mafia ihre Trennung bekannt. Im März 2013 hatten sie ihren letzten gemeinsamen Auftritt auf dem Ultra Music Festival in Miami. Es war das Finale der 53 Shows ihrer One Last Tour, das zeitweise von über 300.000 Personen weltweit verfolgt wurde.
Gemeinsam mit dem Sänger John Martin, der die beiden größten Erfolge der Swedish House Mafia sang, und dem australischen DJ Tommy Trash nahm er 2013 das Lied Reload auf, das am 10. Mai 2013 als Single erschien. Der Track konnte den Erfolg der Vorgängersingle Calling (Lose My Mind) übertreffen und erreichte hohe Chartplatzierungen, darunter die Top 10 in Schweden und Großbritannien und konnte auch in sämtlichen deutschsprachigen Ländern in die Top 10 einsteigen.
Nachdem sich die Swedish House Mafia im Frühjahr 2013 aufgelöst hatte, startete Sebastian Ingrosso im Juni 2014 zusammen mit Axwell das Projekt Axwell Λ Ingrosso. Seit 2018 ist die Swedish House Mafia wiedervereint, wodurch das Projekt Axwell /\ Ingrosso ein Ende fand.

## Diskografie

### Singles
| Jahr | Titel Album                           | Höchstplatzierung, Gesamtwochen, AuszeichnungChartplatzierungen (Jahr, Titel, Album, Platzierungen, Wochen, Auszeichnungen, Anmerkungen) | Höchstplatzierung, Gesamtwochen, AuszeichnungChartplatzierungen (Jahr, Titel, Album, Platzierungen, Wochen, Auszeichnungen, Anmerkungen) | Höchstplatzierung, Gesamtwochen, AuszeichnungChartplatzierungen (Jahr, Titel, Album, Platzierungen, Wochen, Auszeichnungen, Anmerkungen) | Höchstplatzierung, Gesamtwochen, AuszeichnungChartplatzierungen (Jahr, Titel, Album, Platzierungen, Wochen, Auszeichnungen, Anmerkungen) | Höchstplatzierung, Gesamtwochen, AuszeichnungChartplatzierungen (Jahr, Titel, Album, Platzierungen, Wochen, Auszeichnungen, Anmerkungen) | Höchstplatzierung, Gesamtwochen, AuszeichnungChartplatzierungen (Jahr, Titel, Album, Platzierungen, Wochen, Auszeichnungen, Anmerkungen) | Anmerkungen                                                                               |
| Jahr | Titel Album                           | DE | AT | CH | UK | US | SE | Anmerkungen                                                                               |
| ---- | ------------------------------------- | --- | --- | --- | --- | --- | --- | ----------------------------------------------------------------------------------------- |
| 2007 | It’s True Superdeejays                | — | — | — | — | — | SE38 (3 Wo.)SE | Erstveröffentlichung: 27. April 2009 mit Axwell vs. Salem Al Fakir                        |
| 2009 | Everytime We Touch –                  | — | — | CH97 (1 Wo.)CH | UK68 (1 Wo.)UK | — | — | Erstveröffentlichung: 16. Januar 2009 mit David Guetta, Chris Willis & Steve Angello      |
| 2009 | How Soon Is Now –                     | — | — | — | — | — | SE52 (1 Wo.)SE | Erstveröffentlichung: 12. August 2009 mit Dirty South & David Guetta feat. Julie McKnight |
| 2012 | Calling The Calling EP                | — | — | — | — | — | SE18 ×3Dreifachplatin · (31 Wo.)SE | Erstveröffentlichung: 17. Februar 2012 mit Alesso                                         |
| 2012 | Calling (Lose My Mind) The Calling EP | — | — | CH71 (2 Wo.)CH | UK19 Silber · (4 Wo.)UK | US— GoldUS | — | Erstveröffentlichung: 9. März 2012, Vocal Edit zu Calling mit Alesso feat. Ryan Tedder    |
| 2013 | Reload Until Now                      | DE89 (2 Wo.)DE | AT56 (2 Wo.)AT | CH70 (2 Wo.)CH | UK3 Gold · (13 Wo.)UK | — | SE5 ×2Doppelplatin · (22 Wo.)SE | Erstveröffentlichung: 10. Mai 2013 mit Tommy Trash feat. John Martin                      |
| 2025 | A New Day –                           | — | — | — | — | — | SE71 (… Wo.)SE | Erstveröffentlichung: 25. Juli 2025 feat. Céline Dion                                     |

### Weitere Singles
| Jahr | Titel Album           | Anmerkungen                                                                                  |
| ---- | --------------------- | -------------------------------------------------------------------------------------------- |
| 1998 | Bring It Back –       | Erstveröffentlichung: 2. Februar 1998 mit Steve Angello                                      |
| 2005 | Yeah –                | Erstveröffentlichung: 9. Mai 2005 mit Steve Angello                                          |
| 2006 | Lick My Deck –        | Erstveröffentlichung: 3. Januar 2006 mit John Dahlbäck                                       |
| 2007 | Get Dumb –            | Erstveröffentlichung: 8. Mai 2007 mit Steve Angello, Laidback Luke & Axwell                  |
| 2007 | Together Superdeejays | Erstveröffentlichung: 5. Juli 2007 mit Axwell                                                |
| 2007 | Umbrella –            | Erstveröffentlichung: 27. August 2007 mit Steve Angello                                      |
| 2007 | Body Crash –          | Erstveröffentlichung: 29. Oktober 2007 mit Steve Angello                                     |
| 2007 | Breathe –             | Erstveröffentlichung: 4. Dezember 2007 Steve Angello & Sebastian Ingrosso Pres. Mode Hookers |
| 2008 | Chaa Chaa –           | Erstveröffentlichung: 22. September 2008 mit Laidback Luke                                   |
| 2008 | Partouze –            | Erstveröffentlichung: 19. Dezember 2008 mit Steve Angello                                    |
| 2009 | Laktos –              | Erstveröffentlichung: 1. März 2009 mit Steve Angello                                         |
| 2009 | Meich –               | Erstveröffentlichung: 22. Juli 2009 mit Dirty South                                          |
| 2009 | Kidsos –              | Erstveröffentlichung: 4. September 2009 mit Steve Angello                                    |
| 2010 | Cupid Boy –           | Erstveröffentlichung: 2. Juni 2010 Kylie Minogue prod. by Sebastian Ingrosso                 |
| 2013 | Roar –                | Erstveröffentlichung: 25. Juni 2013 mit Axwell                                               |

## Auszeichnungen für Musikverkäufe
| Goldene Schallplatte - Australien - 2013: für die Single Reload - 2021: für die Single Calling (Lose My Mind) - Brasilien - 2024: für die Single Calling (Lose My Mind) - Dänemark - 2013: für das Streaming Calling (Lose My Mind) - 2013: für das Streaming Reload - Italien - 2014: für die Single Calling (Lose My Mind) - Kanada - 2021: für die Single Calling (Lose My Mind) | Platin-Schallplatte - Brasilien - 2024: für die Single Reload |

Anmerkung: Auszeichnungen in Ländern aus den Charttabellen bzw. Chartboxen sind in ebendiesen zu finden.
| Land/RegionAuszeichnungen für Musikverkäufe (Land/Region, Auszeichnungen, Verkäufe, Quellen) | Silber  | Gold     | Platin     | Verkäufe | Quellen              |
| -------------------------------------------------------------------------------------------- | ------- | -------- | ---------- | -------- | -------------------- |
| Australien (ARIA)                                                                            | —       | 2× Gold2 | —          | 70.000   | aria.com.au          |
| Brasilien (PMB)                                                                              | —       | Gold1    | Platin1    | 90.000   | pro-musicabr.org.br  |
| Dänemark (IFPI)                                                                              | —       | 2× Gold2 | —          | —        | ifpi.dk              |
| Italien (FIMI)                                                                               | —       | Gold1    | —          | 15.000   | fimi.it              |
| Kanada (MC)                                                                                  | —       | Gold1    | —          | 40.000   | musiccanada.com      |
| Schweden (IFPI)                                                                              | —       | —        | 5× Platin5 | 200.000  | sverigetopplistan.se |
| Vereinigte Staaten (RIAA)                                                                    | —       | Gold1    | —          | 500.000  | riaa.com             |
| Vereinigtes Königreich (BPI)                                                                 | Silber1 | Gold1    | —          | 600.000  | bpi.co.uk            |
| Insgesamt                                                                                    | Silber1 | 9× Gold9 | 6× Platin6 |          |                      |